# Livre de la Thériaque de Paris
Le livre de la Thériaque (Kitâb al-Diryâq كتاب ألدرياق) de Paris appelé aussi Livre des antidotes est un manuscrit illustré contenant un traité de pharmacologie rédigé à l'époque antique par un auteur anonyme. Daté de 1199, il s'agit d'un des plus anciens manuscrits arabes illustrés encore conservés. Il est actuellement à la Bibliothèque nationale de France.

## Origine du manuscrit
Le texte du Livre des antidotes a été écrit par un auteur anonyme de l'époque antique. Il a longtemps été confondu à tort avec le célèbre médecin Claude Galien (129-200/216), d'où son nom de « Pseudo-Galien ». Plus précisément, il s'agirait d'une version commentée de Galien appelée Le Traité des électuaires, qui aurait été rédigé par Jean le Grammairien, un philosophe d'Alexandrie au VIe siècle. Mais là encore, rien n'est moins sûr, d'où son autre nom de Pseudo-Joannes Grammaticos. De nombreux médecins arabes ont été amenés à traduire et à compléter ces traités de pharmacologie antique,.
Le manuscrit indique qu'il a été achevé d'être copié en l'an 595 de l'Hégire soit l'année 1199. Plusieurs inscriptions, écrites dans le style coufique, semblent indiquer que le manuscrit a été écrit par un scribe chiite de son nom complet Muhammad ibn Abî l-Fath ‘Abd Al Wâhîd ibn Abî l-Hassan ibn Abî l-Abbâs Ahmad, à l'attention de son neveu. Ils appartenaient à une grande famille religieuse, nombre de leurs ancêtres étant des imams. Cela montre que même des personnages religieux pouvaient posséder des livres illustrés à cette époque. Leur lieu d'origine est inconnu mais ils provenaient sans doute du nord de l'Irak actuel,. 
Par la suite, le manuscrit appartient en 1832 à un pharmacien parisien du nom de J.-F. Bonastre. Il entre à la bibliothèque nationale en 1879. 

## Le texte et ses miniatures

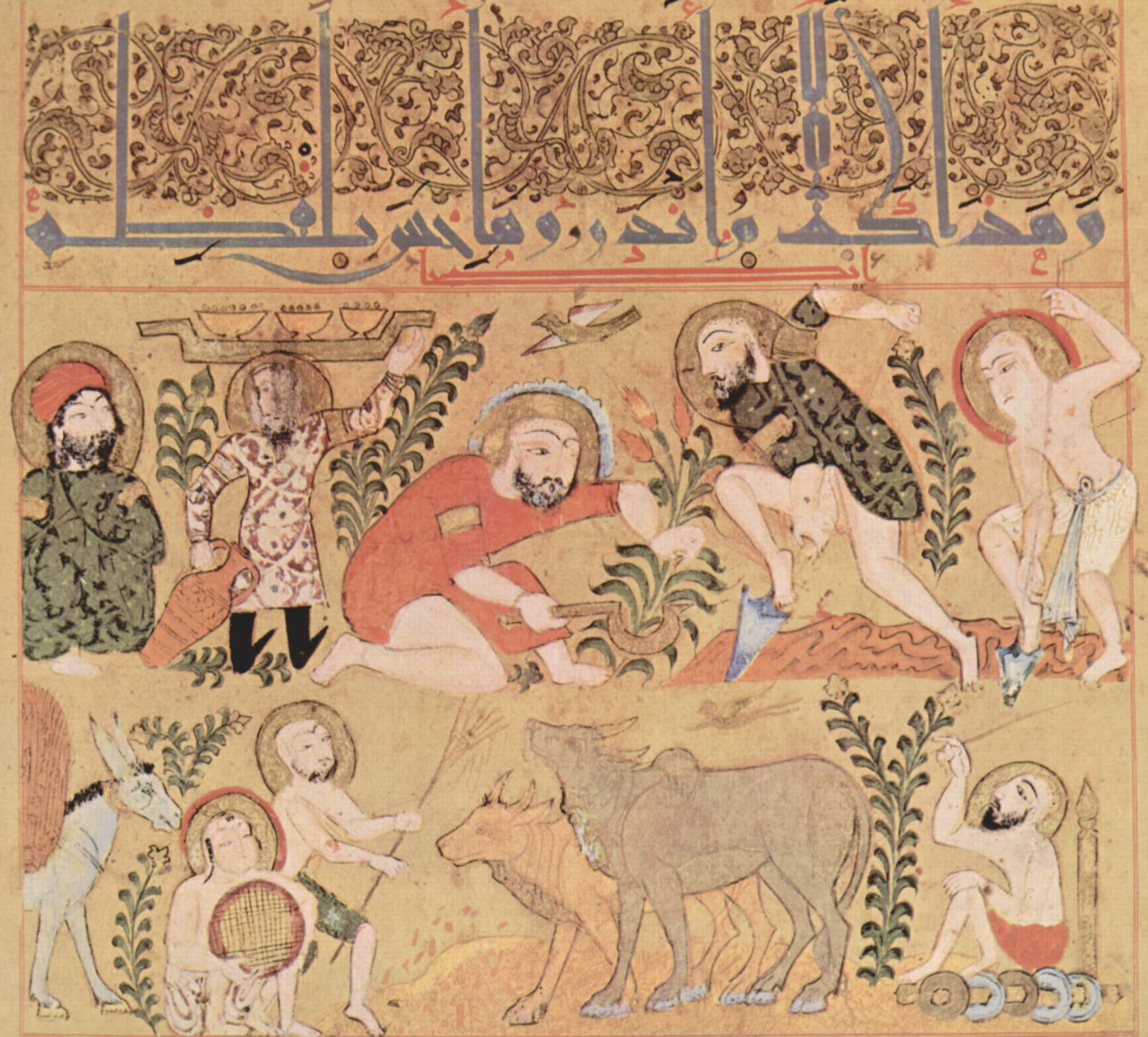
Le médecin Andromaque surveillant ses ouvriers agricoles cueillant les ingrédients de la thériaque.

Le manuscrit donne la recette pour obtenir la thériaque, antidote à de nombreux poisons, considérée alors comme une véritable panacée. C'est l'occasion détailler toutes sortes de plantes médicinales, leur mode de collecte et leur préparation. Bien que les feuillets du manuscrits soient reliés en désordre, l'iconographie de l'ouvrage contient outre des frontispices sur des thèmes astrologiques, des portraits représentant neuf médecins antiques, spécialistes des antidotes : Andromaque l'Ancien, Héraclides de Tarente, Philagrios d'Épire, Proclus, Pythagore, Marinos de Néapolis, Magnus d'Emèse, Andromaque le jeune et Galien. Puis des miniatures illustrent la découverte des antidotes, et enfin des planches reproduisant les végétaux, des minéraux et les animaux nécessaires à la constitution des thériaques.
Le style des miniatures, spécifiquement arabe, est relativement réaliste et s'attache à plusieurs reprises à reproduire des scènes de la vie quotidienne de cette époque. Les têtes des personnages sont entourées d'un halo, peut-être le reste d'une influence de l'enluminure byzantine qui traditionnellement représente ainsi les saints dans ses manuscrits.